# 3M11 Fleyta

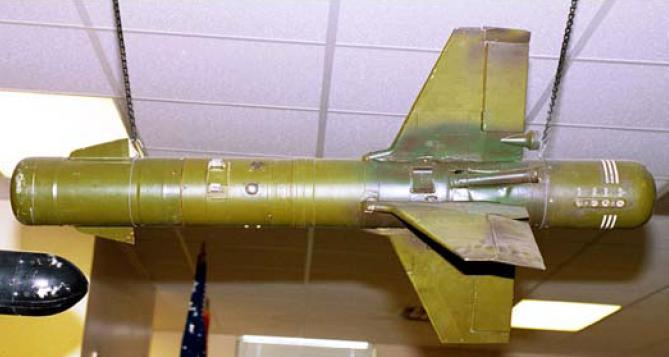
Tên lửa 9M17P Skorpion-P (AT-2C Swatter)

3M11 Fleyta (ống sáo, tiếng Nga: «Фаланга») là một loại tên lửa chống tăng do Liên Xô sản xuất, loại tên lửa này có hệ thống dẫn hướng bằng vô tuyến MCLOS. AT-2 Swatter là tên ký hiệu của NATO cho loại tên lửa này.

## Phát triển
Tên lửa này được phát triển bởi phòng thiết kế Nudelman OKB-16. Nó được phát triển như một loại ATGM hạng nặng vào cùng thơi gian phát triển 3M6 Shmel (AT-1 Snapper) nhằm trang bị cho cả trực thăng và phương tiện mặt đất. Nó có cùng một số vấn đề như của 3M6 Shmel như tầm bắn ngắn, nhưng có tốc độ nhanh hơn. Loại tên lửa này được điều khiển bằng lệnh qua đường vô tuyến thay vì dẫn hướng bằng dây - điều này cho phép tên lửa đi nhanh hơn. Tuy nhiên kiểu điều khiển qua vô tuyến dễ bị gây nhiêu. Hệ thống tên lửa 3M11 được giới thiệu cho Khrushchev vào tháng 9-1964, và được chấp nhận trang bị cho quân đội ngay sau đó.

## Lịch sử
3M11 (AT-2) là loại ATGM đầu tiên của Liên Xô được phát triển cho trực thăng. Một số lượng nhỏ tên lủa 3M11 đã được trang bị cho trực thăng Mi-4AV. Tên lửa được triển khai trên trực thăng Mi-8 Hip cũng như Mi-24, và seri trực thăng Mi-25 `Hind'. Nó cũng được trang bị trên xe bọc thép BRDM-1 và BRDM-2 để tiêu diệt xe tăng.
Tên lửa 3M11 Falanga (AT-2A) đầu tiên đã có vấn đề - một nguồn của Nga đã nói tằng tên lửa "rất phức tạp và có độ tin cậy thấp". Ngoài ra tầm bắn của tên lửa không đáp ứng được yêu cầu đề ra. Một phiên bản cải tiến của 3M11 đã được phát triển, đó là 9M17 Skorpion (AT-2B). Vẻ bên ngoài các tên lửa rất giống nhay - tuy nhiên 9M17 có tầm bắn đạt đến 3.5 km. Phiên bản sản xuất tiêu chuẩn là 9M17M Skorpion-M được bắt đầu trang bị cho quân đội vào năm 1968.
Phiên bản tiếp theo được tích hợp hệ dẫn hướng SACLOS có tên gọi là 9M17P Skorpion-P (AT-2 Swatter-C). Được trang bị vào năm 1969. Một phiên bản cải tiến khác là 9M17MP cũng được phát triển, với một động cơ cải tiên và đèn hiệu.
Loại tên lửa 3M11 được sử dụng rộng rãi trong các cuộc chiến tranh có sự tham chiến của Mi-24.
- Chiến tranh giành độc lập Angola
- Chiến tranh Xô viết tại Afghanistan
- Chiến tranh Iran–Iraq thập niên 1980
- Chiến tranh Liban 1982

Sau này 3M11 bị thay thế bằng loại ATGM 9K114 Shturm (AT-6 Spiral).

## Thông số kỹ thuật (3M11 - AT-2A)
- Chiều dài: 1160 mm
- Sải cánh:
- Đường kính: 148 mm
- Trọng lượng phóng: 27.0 kg
- Tốc độ: 150–170 m/s
- Tầm bắn: 500 m - 2.5 km
- Thời gian đạt khoảng cách tối đa: 17 seconds
- Hệ dẫn hướng: điều khiển vô tuyến MCLOS
- Đầu nổ: 5.4 kg HEAT 500 mm vs giáp RHA

## Các mẫu
- AT-2A Swatter A MCLOS
  - 3M11 / 9M11
- AT-2B Swatter B tầm bắn tăng lên 3.5 km.
  - 9M17
  - 9M17DB sửa đổi hệ thống để có thể trang bị cho Mi-8TB (Hip-E).
  - 9M17M Skorpion-M MCLOS 9K8 (Falanga-M). Trọng lượng phóng 29 kg, tầm bắn tối đa 3500 m. Lần đầu tiên xuất hiện trong Cuộc duyệt binh tại Moskva năm 1973.
- AT-2C Swatter C SACLOS Falanga-PV (Fleyta) 9K8. Trọng lượng phóng 29 kg.
  - 9M17P phiên bản SACLOS đầu tiên.
  - 9M17MP động cơ cải tiến và đèn dẫn hướng. Tầm bắn tối đa 4000 m.
  - 9M17N

## Quốc gia sử dụng
Liên Xô (cũ)
 Afghanistan
 Angola
 Bulgaria
 Cuba
 Czechoslovakia
 Egypt
 Iran
 Hungary
 Iraq
 Libya
 Poland
 România
 Liên Xô
 Syria
 Vietnam
 Yemen